# Großsteingrab Güterglück
Das Großsteingrab Güterglück war eine mögliche megalithische jungsteinzeitliche Grabanlage bei Güterglück, einem Ortsteil von Zerbst/Anhalt im Landkreis Anhalt-Bitterfeld, Sachsen-Anhalt. Es wurde wohl spätestens im 19. Jahrhundert zerstört. Eine Beschreibung der Anlage liegt nicht vor, ihre mögliche Existenz ist nur durch die Bezeichnung „Steinberge“ auf einem historischen Messtischblatt belegt.